# 724型气垫登陆艇
724型氣墊登陸艇，北约代号Payi级，由上海第708 設計學院所設計研發的氣墊登陸艇，1994年服役，主要配置南海舰队。
大概20-30艘被中國海軍水陸兩棲艦隊部署用於在大型登陸艦艇和灘頭之間的人員和貨物運送。每艘072II型登陆舰能攜帶兩艘724型气垫登陆艇，直接通過登陸艦的船尾門進入/離開入塢艙。
登陸艇是正方形平底構造船體，有三個艙：前面的士兵艙，中央的駕駛艙和後部的動力艙。
登陸艇採用二台BF12L913C型柴油發動機提供動力，額定380馬力，提供動力驅動氣墊鼓風機和空氣螺旋漿。二個直立的環形外罩，罩住空氣螺旋漿和固定豎立在艇的尾部。四葉螺旋漿提供登陸艇最高航速40節。